# Saison 2005 de l'équipe cycliste Cofidis
L'Équipe cycliste Cofidis participait en 2005 au ProTour nouvellement créé.

## Effectif
| Cycliste              | Date de naissance | Nationalité | Équipe 2004            |
| --------------------- | ----------------- | ----------- | ---------------------- |
| Daniel Atienza        | 22/09/1974        | Espagne     |                        |
| Stéphane Augé         | 06/12/1974        | France      | Crédit agricole        |
| Leonardo Bertagnolli  | 08/01/1978        | Italie      | Saeco-Longoni          |
| Frédéric Bessy        | 09/01/1972        | France      |                        |
| Jimmy Casper          | 28/05/1978        | France      |                        |
| Sylvain Chavanel      | 30/06/1979        | France      | Brioches la Boulangère |
| Arnaud Coyot          | 06/10/1981        | France      |                        |
| Hervé Duclos-Lassalle | 24/12/1979        | France      | néo-pro                |
| Christophe Edaleine   | 01/11/1979        | France      |                        |
| Jimmy Engoulvent      | 07/12/1979        | France      | Brioches la Boulangère |
| Peter Farazijn        | 27/01/1969        | Belgique    |                        |
| Bingen Fernández      | 15/12/1972        | Espagne     |                        |
| Dmitriy Fofonov       | 15/08/1976        | Kazakhstan  |                        |
| Nicolas Inaudi        | 21/01/1978        | France      | AG2R Prévoyance        |
| Jans Koerts           | 24/08/1969        | Pays-Bas    | Chocolat Jacques       |
| Thierry Marichal      | 13/06/1973        | Belgique    | Lotto-Domo             |
| Amaël Moinard         | 02/02/1982        | France      | néo-pro                |
| David Moncoutié       | 30/04/1975        | France      |                        |
| Damien Monier         | 27/08/1982        | France      |                        |
| Stuart O'Grady        | 06/08/1973        | Australie   | Crédit agricole        |
| Luis Pérez Rodríguez  | 16/06/1974        | Espagne     |                        |
| Nicolas Roche         | 03/07/1984        | Irlande     | néo-pro                |
| Staf Scheirlinckx     | 12/03/1979        | Belgique    |                        |
| Janek Tombak          | 22/07/1976        | Estonie     |                        |
| Guido Trentin         | 24/11/1975        | Italie      |                        |
| Cédric Vasseur        | 18/08/1970        | France      |                        |
| Matthew White         | 22/02/1974        | Australie   |                        |

## Victoires
| Date       | Course                                                         | Pays      | Classe | Vainqueur                            |
| ---------- | -------------------------------------------------------------- | --------- | ------ | ------------------------------------ |
| 21/01/2005 | 4e étape du Tour Down Under                                    | Australie | 2.HC   | Matthew White                        |
| 06/02/2005 | Classement général de l'Étoile de Bessèges                     | France    | 2.1    | Jimmy Casper                         |
| 05/04/2005 | 2e étape du Tour du Pays basque                                | Espagne   | PT     | David Moncoutié                      |
| 08/04/2005 | 4e étape du Circuit cycliste Sarthe-Pays de la Loire           | France    | 2.1    | Sylvain Chavanel                     |
| 08/04/2005 | Classement général du Circuit Cycliste Sarthe-Pays de la Loire | France    | 2.1    | Sylvain Chavanel                     |
| 14/04/2005 | Grand Prix de Denain                                           | France    | 1.1    | Jimmy Casper                         |
| 15/05/2005 | Classement général du Tour de Picardie                         | France    | 2.1    | Janek Tombak                         |
| 28/05/2005 | EOS Tallinn GP                                                 | Estonie   | 1.1    | Janek Tombak                         |
| 23/06/2005 | Championnat de France du contre-la-montre                      | France    | CN     | Sylvain Chavanel                     |
| 10/07/2005 | 5e étape du Trophée Joaquim Agostinho                          | Portugal  | 2.1    | Guido Trenti                         |
| 14/07/2005 | 12e étape du Tour de France                                    | France    | PT     | David Moncoutié                      |
| 28/07/2005 | 4e étape du Tour de la Région wallonne                         | Belgique  | 2.HC   | Guido Trenti                         |
| 18/08/2005 | 3e étape du Tour du Limousin                                   | France    | 2.1    | Leonardo Bertagnolli                 |
| 21/08/2005 | Châteauroux-Classique de l'Indre                               | France    | 1.1    | Jimmy Casper                         |
| 26/08/2005 | Classement général du Tour du Poitou Charentes et de la Vienne | France    | 2.1    | Sylvain Chavanel                     |
| 28/08/2005 | 2e étape du Tour d'Espagne                                     | Espagne   | PT     | Leonardo Bertagnolli                 |
| 04/09/2005 | Duo normand                                                    | France    | 1.2    | Sylvain Chavanel et Thierry Marichal |

## Classement UCI ProTour

### Individuel
| Rang | Coureur              | Points |
| ---- | -------------------- | ------ |
| 30   | David Moncoutié      | 70     |
| 61   | Stuart O'Grady       | 35     |
| 102  | Daniel Atienza       | 18     |
| 132  | Leonardo Bertagnolli | 6      |
| 155  | Cédric Vasseur       | 2      |
| 164  | Arnaud Coyot         | 1      |

### Équipe
L'équipe Cofidis a terminé à la 11e place avec 258 points.

## Classement Coupe de France

### Individuel
| Rang | Coureur              | Points |
| ---- | -------------------- | ------ |
| 9    | Jimmy Casper         | 50     |
| 19   | Cédric Vasseur       | 35     |
| 13   | Nicolas Inaudi       | 30     |
| 28   | Jimmy Engoulvent     | 25     |
| 33   | Frédéric Bessy       | 24     |
| 40   | Nicolas Roche        | 20     |
| 41   | Staf Scheirlinckx    | 18     |
| 43   | Leonardo Bertagnolli | 18     |
| 49   | David Moncoutié      | 16     |
| 53   | Jans Koerts          | 14     |
| 64   | Janek Tombak         | 10     |
| 68   | Arnaud Coyot         | 8      |

### Équipe
L'équipe Cofidis a terminé à la 7e place avec 68 points.